# Hypobarathra laetior
Hypobarathra laetior là một loài bướm đêm trong họ Noctuidae.